# جيمس ليو هيرلي
جيمس ليو هيرلي (بالإنجليزية: James Leo Herlihy) (27 فبراير 1927، ديترويت في الولايات المتحدة - 21 أكتوبر 1993، لوس أنجلوس في الولايات المتحدة)؛ كاتب مسرحي، كاتب سيناريو وروائي أمريكي.

## روابط خارجية
- جيمس ليو هيرلي على موقع IMDb (الإنجليزية)
- جيمس ليو هيرلي على موقع أول موفي (الإنجليزية)
- جيمس ليو هيرلي على موقع قاعدة بيانات برودواي على الإنترنت (الإنجليزية)
- جيمس ليو هيرلي على موقع قاعدة بيانات الأفلام السويدية (السويدية)
- جيمس ليو هيرلي على موقع قاعدة بيانات الفيلم (الإنجليزية)